# Hagenthal-le-Bas
Hagenthal-le-Bas är en kommun i departementet Haut-Rhin i regionen Grand Est (tidigare regionen Alsace) i nordöstra Frankrike. Kommunen ligger i kantonen Huningue som tillhör arrondissementet Mulhouse. År 2022 hade Hagenthal-le-Bas 1 371 invånare.

## Befolkningsutveckling
Antalet invånare i kommunen Hagenthal-le-Bas
| Referens: INSEE |